# Hall of Fame des courses japonaises
Le Hall of Fame des courses japonaises (競馬の殿堂) (Japan Racing Association Hall of Fame) est un mémorial dédié aux courses de chevaux installé depuis 1985 au Musée de la Japan Racing Association à Fuchū, dans la banlieue de Tokyo. À l'image du US Racing Hall of Fame américain ou du récent Hall of Fame des courses britanniques, il honore les chevaux et les hommes ayant marqué les courses hippiques de plat au Japon. Les chevaux introduits au Hall of Fame sont nommés Kensho-ba (顕彰馬) , et les jockeys et entraîneurs Kensho-sha (顕彰者).

## Les chevaux
Les nominations pour le Hall of Fame ont lieu chaque année en avril et sont organisées par la JRA (Japan Racing Association), l'institution des courses japonaises. Pour qu'un cheval soit élu, il faut qu'il recueille plus de trois-quarts des votes exprimés par un panel de spécialistes et le public. Pour être éligible, un cheval doit avoir remporté plus de trois courses de groupe 1, s'être distingué par son apport à l'élevage, ou bien avoir apporté une contribution positive au monde des courses ou à la JRA. Depuis 2004, il est établi que les chevaux étant retirés de la compétition depuis moins d'un an ne sont pas éligibles, de même que les chevaux retirés depuis plus de 20 ans.
| Photo | Nom                                 | Père             | Admission | Carrière  | Courses / Victoires | Principales victoires | Distinctions                                                    |
| ----- | ----------------------------------- | ---------------- | --------- | --------- | ------------------- | --- | --------------------------------------------------------------- |
|       | Equinox(イクイノックス)             | Kitasan Black    | 2025      | 2021-2023 | 10 / 8              | Tenno Sho (automne) (x2), Arima Kinen, Dubaï Sheema Classic, Takarazuka Kinen, Japan Cup                                  | Cheval de l'année (2022, 2023)                                  |
|       | Almond Eye (アーモンドアイ)         | Lord Kanaloa     | 2023      | 2017-2020 | 15 / 11             | Triple Tiare (Oka Shō, Yūshun Himba, Shuka Shō), Japan Cup (x2), Dubaï Turf, Tenno Sho (Automne) (x2), Victoria Mile      | Cheval de l'année (2018, 2020)                                  |
|       | Contrail (コントレイル)             | Deep Impact      | 2024      | 2019-2021 | 11 / 8              | Hopeful Stakes, Triple Couronne (Satsuki Shō, Tokyo Yushun, Kikuka Shō), Japan Cup                                        | Meilleur 3 ans de l'année (2020)                                |
|       | Deep Impact (ディープインパクト)    | Sunday Silence   | 2008      | 2004-2006 | 14 / 12             | Triple Couronne (Satsuki Shō, Tokyo Yushun, Kikuka Shō), Tenno Sho (Printemps), Takarazuka Kinen, Japan Cup, Arima Kinen  | Cheval de l'année (2005, 2006) Tête de liste des étalons (x11)  |
|       | El Condor Pasa (エルコンドルパサー) | Kingmambo        | 2014      | 1997-1999 | 11 / 8              | NHK Mile Cup, Japan Cup, Grand Prix de Saint-Cloud, Prix Foy, 2e Prix de l'Arc de Triomphe                                | Cheval de l'année (1999)                                        |
|       | Gentildonna (ジェンティルドンナ)    | Deep Impact      | 2016      | 2011-2014 | 18 / 9              | Triple Tiare (Oka Shō, Yūshun Himba, Shuka Shō), Japan Cup, Arima Kinen                                                   | Cheval de l'année (2012, 2014)                                  |
|       | Grand Marchs (グランドマーチス)     | Never Beat       | 1985      | 1971-1976 | 63 / 23             | Champion de Steeple-Chase                                                                                                 |                                                                 |
|       | Haiseiko (ハイセイコー)             | China Rock       | 1984      | 1972-1974 | 22 / 13             | Satsuki Shō, Takarazuka Kinen, Takamatsunomiya Hai                                                                        |                                                                 |
|       | Hakuchikara (ハクチカラ)            | Tobisakura       | 1984      | 1955-1959 | 49 / 21             | Tokyo Yushun, Tenno Sho (Printemps), Tenno Sho (Automne), Arima Kinen, Washington Birthday Handicap                       |                                                                 |
|       | King Kamehameha (キングカメハメハ)  | Kingmambo        | 2024      | 2003-2004 | 8 / 7               | NHK Mile Cup, Tokyo Yushun                                                                                                | Meilleur 3 ans de l'année (2004) Tête de liste des étalons (x2) |
|       | Kitasan Black (キタサンブラック)    | Black Tide       | 2020      | 2015-2017 | 20 / 12             | Kikuka Shō, Osaka Hai, Tenno Sho (Printemps) (x2), Tenno Sho (Automne), Japan Cup, Arima Kinen                            | Cheval de l'année (2016, 2017)                                  |
|       | Kodama (コダマ)                     | Bouffleur        | 1990      | 1959-1962 | 17 / 12             | Hanshin Juvenile, Satsuki Shō, Tokyo Yushun, Osaka Hai, Takarazuka Kinen                                                  |                                                                 |
|       | Kumohata (クモハタ)                 | Tournesol        | 1984      | 1939-1940 | 21 / 9              | Tokyo Yushun 6 fois tête de liste des étalons                                                                             |                                                                 |
|       | Kurifuji (クリフジ)                 | Tournesol        | 1984      | 1943      | 11 / 11             | Tokyo Yushun, Yūshun Himba, Kikuka Shō                                                                                    |                                                                 |
|       | Lord Kanaloa (ロードカナロア)       | King Kamehameha  | 2018      | 2004-2006 | 19 / 13             | Sprinters Stakes (x2), Hong Kong Sprint (x2), Takamatsunomiya Kinen, Yasuda Kinen                                         | Cheval de l'année (2013)                                        |
|       | Maruzensky (マルゼンスキー)         | Nijinsky         | 1990      | 1976-1977 | 8 / 8               | Asahi Hai Futurity Stakes                                                                                                 |                                                                 |
|       | Meiji Hikari (メイヂヒカリ)         | Kumohata         | 1990      | 1954-1956 | 21 / 16             | Kikuka Shō, Tenno Sho (Printemps), Arima Kinen                                                                            |                                                                 |
|       | Mejiro McQueen (メジロマックイーン) | Mejiro Titan     | 1994      | 1990-1993 | 21 / 12             | Kikuka Shō, Tenno Sho (Printemps) (x2), Takarazuka Kinen                                                                  | Cheval d'âge de l'année (1991)                                  |
|       | Mejiro Ramonu (メジロラモーヌ)      | Mogami           | 1987      | 1985-1986 | 12 / 9              | Triple Tiare (Oka Shō, Yūshun Himba, Shuka Shō), Queen Elizabeth II Cup                                                   | Meilleure 3 ans de l'année (1986)                               |
|       | Mr. C.B. (ミスターシービー)         | Tosho Boy        | 1986      | 1983-1984 | 15 / 8              | Triple Couronne (Satsuki Shō, Tokyo Yushun, Kikuka Shō), Tenno Sho (Automne)                                              | Cheval de l'année (1983)                                        |
|       | Narita Brian (ナリタブライアン)     | Brian's Time     | 1998      | 1993-1996 | 21 / 12             | Triple Couronne (Satsuki Shō, Tokyo Yushun, Kikuka Shō), Asahi Hai Futurity Stakes, Arima Kinen                           | Cheval de l'année (1994)                                        |
|       | Oguri Cap (オグリキャップ)          | Dancing Cap      | 1991      | 1987-1991 | 32 / 22             | Mile Championship, Yasuda Kinen, Arima Kinen (x2)                                                                         | Cheval de l'année (1990)                                        |
|       | Orfevre (オルフェーヴル)            | Stay Gold        | 2015      | 2010-2014 | 21 / 12             | Triple Couronne (Satsuki Shō, Tokyo Yushun, Kikuka Shō), Takarazuka Kinen, Arima Kinen, 2e Prix de l'Arc de Triomphe (x2) | Cheval de l'année (2011)                                        |
|       | Seiyu (セイユウ 1985)               | Rising Frame     | 1985      | 1956-1959 | 49 / 26             | Champion anglo-arabe |                                                                 |
|       | Shinzan (シンザン)                  | Hindostan        | 1984      | 1964-1965 | 19 / 15             | Triple Couronne (Satsuki Shō, Tokyo Yushun, Kikuka Shō), Takarazuka Kinen, Arima Kinen, Tenno Sho (Automne)               | Cheval de l'année (1964, 1965)                                  |
|       | Speed Symboli (スピードシンボリ)    | Royal Challenger | 1990      | 1965-1970 | 43 / 17             | Tenno Sho (Automne), Takarazuka Kinen, Arima Kinen (x2)                                                                   | Cheval de l'année (1967, 1970)                                  |
|       | St Lite (セントライト)              | Diolite          | 1984      | 1941      | 12 / 9              | Triple Couronne (Satsuki Shō, Tokyo Yushun, Kikuka Shō)                                                                   |                                                                 |
|       | Symboli Rudolf (シンボリルドルフ)   | Partholon        | 1987      | 1983-1986 | 16 / 13             | Triple Couronne (Satsuki Shō, Tokyo Yushun, Kikuka Shō), Tenno Sho (Printemps), Japan Cup, Arima Kinen (x2)               | Cheval de l'année (1984, 1985)                                  |
|       | Taiki Shuttle (タイキシャトル)      | Devil's Bag      | 1999      | 1997-1998 | 13 / 11             | Yasuda Kinen, Sprinters Stakes, Mile Championship (x2), Prix Jacques Le Marois                                            | Cheval de l'année (1998)                                        |
|       | Takeshiba O (タケシバオー)          | China Rock       | 2004      | 1967-1969 | 29 / 16             | Asahi Hai Futurity Stakes, Sprinters Stakes, Tenno Sho (Printemps)                                                        | Cheval de l'année (1969)                                        |
|       | Ten Point (テンポイント)            | Contrite         | 1990      | 1975-1978 | 18 / 11             | Hanshin Juvenile Fillies, Tenno Sho (Printemps), Arima Kinen                                                              | Cheval de l'année (1977)                                        |
|       | T M Opera O (テイエムオペラオー)    | Opera House      | 2004      | 1998-2001 | 26 / 14             | Satsuki Shō, Takarazuka Kinen, Tenno Sho (Automne), Tenno Sho (Printemps) (x2), Japan Cup, Arima Kinen                    | Cheval de l'année (2000)                                        |
|       | Tokai Teio (トウカイテイオー)       | Symboli Rudolf   | 1995      | 1990-1993 | 12 / 9              | Satsuki Shō, Tokyo Yushun, Japan Cup, Arima Kinen                                                                         | Cheval de l'année (1991)                                        |
|       | Tokino Minoru (トキノミノル)        | Theft            | 1984      | 1950-1951 | 10 / 10             | Asahi Hai Futurity Stakes, Satsuki Shō, Tokyo Yushun                                                                      |                                                                 |
|       | Tokitsukaze (トキツカゼ)            | Primero          | 1984      | 1946-1947 | 30 / 11             | Satsuki Shō, Yūshun Himba. Mère de Otokitsu (Tokyo Yūshun) et Onward There (Tenno Sho (Printemps), Arima Kinen)           |                                                                 |
|       | Tosa Midori (トサミドリ)            | Primero          | 1984      | 1948-1951 | 31 / 21             | Satsuki Shō, Kikuka Shō, Tenno Sho (Automne)                                                                              |                                                                 |
|       | Tosho Boy (トウショウボーイ)        | Tesco Boy        | 1984      | 1976-1977 | 15 / 10             | Satsuki Shō, Takarazuka Kinen, Arima Kinen                                                                                | Cheval de l'année (1976)                                        |
|       | Vodka (ウオッカ)                    | Tanino Gimlet    | 2011      | 2006-2010 | 26 / 10             | Hanshin Juvenile Filles, Tokyo Yushun, Yasuda Kinen, Tenno Sho (Automne), Victoria Mile, Japan Cup                        | Cheval de l'année (2008, 2009)                                  |

## Les hommes

### les jockeys
- Youichi Fukunaga (福永洋一 2004)
- Hiroyuki Gohara (郷原洋行 2014)
- Hiroshi Kawachi (河内洋 2014)
- Yuuji Nohira (野平祐二 2004)
- Yukio Okabe (岡部幸雄 2014)
- Masato Shibata (柴田政人 2014)
- Takayoshi Yasuda (保田隆芳 2004)

### Les entraîneurs
- Tomiyoshi Fujimoto (藤本冨良, 2004)
- Kazuo Fujisawa (藤沢和雄, 2022)
- Yukio Inaba (稲葉幸夫, 2004)
- Yuji Ito (伊藤雄二, 2014)
- Kinzou Kubota (久保田金造, 2004)
- Kichisaburou Matsuyama (松山吉三郎, 2004)
- Yasuhisa Matsuyama (松山康久, 2014)
- Toshio Nihonyanagi (二本柳俊夫, 2004)
- Tokichi Ogata (尾形藤吉, 2004)
- Bungo Takeda (武田文吾, 2004)